# Amanecer en Asia
Amanecer en Asia és una pel·lícula espanyola dirigida per Dionisio Pérez i estrenada el 2009. L'obra, que tracta de la dignitat humana, va obtenir el premi a la millor pel·lícula del Festival de Madrid.

## Argument
Lluny de casa seva, en un lloc indeterminat del tercer món, una dona desconeguda salva la vida de Daniel. Aquest acte d'amor li porta a bussejar en un passat de la gent anònima que ha sacrificat la seva vida perquè d'altres visquin en un món més just i més lliure. I després d'aquest viatge descobrirà per fi quin és el fil invisible que l'uneix amb aquella dona que li va salvar la vida en aquell país llunyà.

## Repartiment
- María Ballesteros: Paula
- Hui-Chi Chiu: Jove asiàtica
- Víctor Clavijo: Daniel
- Frank Feys: Director financer
- Abdelatif Abdeselam Hamed: Jorge Estrada
- Alejandro Jornet: Psicòleg
- Tony Lam: Cap de fàbrica
- Emilio Linder: Director General
- Teresa Lozano: Susana
- Eduardo MacGregor: David Sabater
- Carola Manzanares: Directora de màrqueting
- Javier Tolosa: Director Comercial